# Snješko Cerin
Snješko Cerin (Zagreb, 18. siječnja 1955.), hrvatski nogometaš. Igrao je na poziciji napadača. Nije odigrao nijednu utakmicu za Jugoslaviju. 

## Igračka karijera
U klubu iz svoje četvrti Trnju započeo je nogometnu karijeru. U proljeće 1976. godine prešao je u trećeligaša Zagrebačke plave. Pozornost stručnjaka na sebe skrenuo je na prijateljskoj utakmici protiv jugoslavenske reprezentacije, postigavši hat-trick. Odmah su ga pozvali u Hajduk u kojem je bio legendarni Tomislav Ivić. Iznenađujuće, Dinamo se nije oglasio zanimanjem za Cerina. Ivić je htio neka se sklopi ugovor s Cerinom. Cerin je doista stigao u Split na potpisivanje, no tad Ivić više nije bio u Hajduku, nego je otišao u Ajax. Neobjašnjivo, ali po istom obrascu sa svim igračima koje je Ivić u Hajduku želio promovirati, u Hajduku nisu odjednom bili toliko zaineresirani. Cerinu i još nekima koje je Ivić poželio, vodstvo je reklo "da malo pričekaju, da će ih nastaviti pratiti". Cerin se je vratio u rodni grad, a tada su napokon u Dinamu shvatili o kakvom je igraču riječ. Reagirao je Zorislav Srebrić i Cerin je potpisao za Dinamo.
Igrao je u Dinamovom sastavu koji je osvojio naslov prvaka 1981./82. godine nakon 24 godine. Te je sezone bio najbolji strijelac prvenstva s 19 postignutih pogodaka. S Dinamom je dvaput osvojio jugoslavenski kup, 1979./80. i 1982./83.. U tom je razdoblju 5 uzastopnih godina bio najbolji Dinamov strijelac.
Igrajući za Dinamo je ukupno postigao 295 pogodaka u 474 utakmica i treći je najbolji Dinamov strijelac svih vremena, iza Igora Cvitanovića i Dražana Jerkovića. 101 pogodak od tih 295 je postigao u prvoligaškim utakmicama.
Prije nego što je igrao za Dinamo, igrao je za Trnje i Zagrebačke plave, prije nego što su se spojili sa Zagrebom 1980. godine. 1986. je otišao u inozemstvo. Igrao je jednu sezonu za Austriju iz Klagenfurta.
Unatoč svojoj sjajnoj karijeri i činjenici da je bio jedan od rijetkih igrača koji su ušli u klub igrača koji su dali preko 100 golova u 1. ligi, jugoslavenski izbornici ga nikad nisu pozvali u reprezentaciju.
Nakon što se povukao iz nogometa, otvorio je dom za starije osobe blizu Zadra.

## Uspjesi
- Prvenstvo Jugoslavije u nogometu:
  - prvak (1): 1981./82.
  - doprvak (2): 1976./77., 1978./79.
- Kup maršala Tita
  - prvak (2):  1979./80.,  1982./83.
  - doprvak (3):  1981./82.,  1984./85.,  1985./86.

## Vanjske poveznice
- Zagreb Blues  Arhivirana inačica izvorne stranice od 27. veljače 2015. (Wayback Machine) Sažeti prikaz karijere
- Dinamo  Arhivirana inačica izvorne stranice od 15. ožujka 2011. (Wayback Machine)
- WorldFootball.net (en.)